# Арданкур Кошерел
Арданкур Кошерел (фр. Hardencourt-Cocherel) насеље је и општина у северној Француској у региону Горња Нормандија, у департману Ер која припада префектури Евре.
По подацима из 2011. године у општини је живело 275 становника, а густина насељености је износила 55,78 становника/km². Општина се простире на површини од 4,93 km². Налази се на средњој надморској висини од 130 m (la moyenne au-dessus du maximum !! метара (максималној 129 m, а минималној 33 m).

## Демографија
| 1962. | 1968. | 1975. | 1982. | 1990. | 1999. | 2011. |
| ----- | ----- | ----- | ----- | ----- | ----- | ----- |
| 137   | 137   | 156   | 130   | 207   | 235   | 275   |

График промене броја становника у току последњих година